# Municipio de Windham (condado de Wyoming)
El municipio de Windham (en inglés: Windham Township) es un municipio ubicado en el condado de Wyoming en el estado estadounidense de Pensilvania. En el año 2000 tenía una población de 828 habitantes y una densidad poblacional de 14 personas por km².

## Geografía
El municipio de Windham se encuentra ubicado en las coordenadas 41°36′00″N 76°06′59″O / 41.60000, -76.11639.

## Demografía
Según la Oficina del Censo en 2000 los ingresos medios por hogar en la localidad eran de $39,583 y los ingresos medios por familia eran $41,771. Los hombres tenían unos ingresos medios de $32,019 frente a los $20,278 para las mujeres. La renta per cápita para la localidad era de $17,443. Alrededor del 7,5% de la población estaban por debajo del umbral de pobreza.